# European Review for Medical and Pharmacological Sciences
European Review for Medical and Pharmacological Sciences, abgekürzt Eur. Rev. Med. Pharmacol. Sci., ist eine wissenschaftliche Fachzeitschrift, die vom Verduci Publisher-Verlag veröffentlicht wird. Die Zeitschrift erscheint derzeit mit zwölf Ausgaben im Jahr. Es werden Übersichtsarbeiten veröffentlicht, die sich mit medizinischen und pharmakologischen Themen beschäftigen.
Der Impact Factor lag im Jahr 2014 bei 1,213. Nach der Statistik des ISI Web of Knowledge wird das Journal mit diesem Impact Factor in der Kategorie Pharmakologie und Pharmazie an 202. Stelle von 254 Zeitschriften geführt.